# Liste des équipements de l'armée philippine
Liste des équipements de l'armée philippine en service ou en commande en 2022.

## Inventaire en 2022

### Véhicules blindés
| Photo                                   | Modèle                     | Origin                    | Type                                                          | Version                               | En service   | Notes |
| Chars légers                            | Chars légers               | Chars légers              | Chars légers                                                  | Chars légers                          | Chars légers | Chars légers |
| --------------------------------------- | -------------------------- | ------------------------- | ------------------------------------------------------------- | ------------------------------------- | ------------ | --- |
|                                         | GDELS ASCOD                | Espagne Israël            | Char léger                                                    | Sabrah ASCOD 2                        | 10 (+8)      | ASCOD 2 équipé d'une tourelle Elblit Systems de 105 mm, |
|                                         | Excalibur Army Pandur II   | République tchèque Israël | Chasseur de chars                                             | Sabrah Pandur II 8x8                  | - (+10)      | Pandur II 8x8 équipé d'une tourelle Elblit Systems de 105 mm,. |
|                                         | Alvis FV101 Scorpion       | Royaume-Uni               | Char léger                                                    | FV101                                 | 7            | 41 unités livrées en 1977. 14 tourelles prélevées pour équiper des M113A2+. |
| Véhicules de combat d'infanterie        |                            |                           |                                                               |                                       |              | |
|                                         | FMC AIFV                   | États-Unis                | Véhicule de combat d'infantrie                                | AIFV-25 PIFV-12.7                     | 38 13        | Livrés en 1979–1980. |
|                                         | FNSS ACV-15                | Turquie                   | Véhicule de combat d'infantrie                                | ACV-15 AAPC                           | 6            | Anciennement appelé ACV-300. 6 variantes APC livrées en 2010,. Ils seront mis à niveau avec des tourelles turques FNSS Sabre avec des mitrailleuses lourdes de 12,7 mm et des lance-grenades automatiques de 40 mm. |
|                                         | FMC M113 FSV               | États-Unis Israël         | Véhicule de combat d'infantrie                                | M113A2+ FSV M113A1 FSV                | 14 4         | Anciens M113A1B de la composante terrestre belge mise à niveau à la norme M113A2 + par Elbit Systems avec tourelle et canon L23A1 de 76 mm des FV101 Scorpion CVR (T) retirés du service. Quelques M113A1 armés du canon et de la tourelle L23A1 de 76 mm, mis à niveau en interne par l'armée philippine. |
|                                         | FMC M113 IFV               | États-Unis Israël         | Véhicule de combat d'infantrie                                | M113A2+ IFV                           | 4            | Anciens M113A1B de la composante terrestre belge mise à niveau vers la norme M113A2 +, avec tourelle UT25 dotée d'un canon Bushmaster de 25 mm. |
| Véhicule blindé de transport de troupes |                            |                           |                                                               |                                       |              | |
|                                         | GDELS ASCOD                | Espagne Israël            | Véhicule blindé de transport                                  | ASCOD CV                              | 1            | ASCOD 2 spécialisé pour le commandement et le contrôle, similaire au véhicule Athena C2 de l'armée britannique, . |
|                                         | FMC M113                   | États-Unis                | Véhicule blindé de transport / Ambulance / Mortier automoteur | M113A1 M113A2 M113A2+ M125A2          | 50 114 6 20  | 15 M113A1 acquis en 1967, 20 en 1976, 25 en 1978, 20 en 1980 puis 48 en 2006, environ 150 exemplaires restent en service. 114 anciens APC standard de l'armée américaine M113A2 reçus en 2015 (US Excess Defence Articles), tous mis en service en janvier 2016. 44 des M113A2 ont été mis à niveau et équipés avec le tourelleau Elbit 12,7 mm, tandis que 5 M113A2 ont été convertis en porte-mortiers blindés M125A2 avec le mortier Soltam Cardom 81 mm. 15 autres porte-mortiers blindés M125A2 équipés de mortiers Soltam Cardom de 120 mm ont été commandés en février 2019 auprès d'Elbit Systems et livrés en décembre 2021. |
|                                         | IVECO Guarani              | Brésil                    | Véhicule blindé de transport                                  | IVECO Guarani 6x6                     | 5 (+23)      | Elbit Systems a remporté le projet d'acquisition de véhicules blindés à roues de l'armée philippine et s'apprête à livrer 28 unités du Guarani 6x6 APC. |
|                                         | GKN FS100 Simba 4×4        | Royaume-Uni               | Véhicule blindé de transport                                  | APC 12.7mm IFV 25mm Armored Ambulance | 130          | 150 unités livrées entre 1993 et 1997. 142 unités assemblées aux Philippines. Certains en service avec la division blindée légère. Comprend 3 unités IFV armées d'un canon Bushmaster de 25 mm, 17 unités d'ambulance blindée et de commande. |
|                                         | Cadillac Gage Commando 4×4 | États-Unis                | Véhicule blindé de transport                                  | V-150 V-150S                          | 130          | Total 155 livrés, certains avec Marine Corps. D'autres en service avec la division blindée légère. Livraison à partir de 1975. Certains sont des variantes allongées V-150S. |

### Génie de combat et véhicules de soutien
| Image                        | Modèle                                   | Origine                   | Type                                   | Version                | En service             | Remarques |
| Véhicules de dépannage       | Véhicules de dépannage                   | Véhicules de dépannage    | Véhicules de dépannage                 | Véhicules de dépannage | Véhicules de dépannage | Véhicules de dépannage |
| ---------------------------- | ---------------------------------------- | ------------------------- | -------------------------------------- | ---------------------- | ---------------------- | --- |
|                              | GDELS ASCOD                              | Espagne Israël            | Véhicule blindé de dépannage           | ARV ASCOD              | 1                      | ASCOD 2 équipé pour la réparation et la récupération d'autres véhicules blindés, similaires au véhicule Apollo de l'armée britannique. Inclus dans le contrat avec Elbit Systems pour le système de char léger Sabrah,.                                                             |
|                              | AIFV ARV                                 | États-Unis Israël Turquie | Véhicule blindé de dépannage           | YPR-806 ACV-15 ARV     | 10 1                   | 6 ARV AIFV basés sur le YPR-806 reçus des États-Unis en 1979. 4 unités de YPR-806 amélioré provenant des stocks de l'armée belge ont été acquises d'Israël en 2015. Un ARV ACV-300 a été acquis en Turquie en 2004.                                                                 |
| Véhicules du génie de combat |                                          |                           |                                        |                        |                        | |
|                              | Pont d'assaut interarmées Leonardo DRS   | Israël                    | Véhicules blindés de lancement de pont |                        | 2                      | Commandé à Elbit Systems d'Israël dans le cadre de la phase Horizon 2. Version allongée du M1074 Joint Assault Bridge (en) mais utilise une plate-forme Merkava Mark 4. |
|                              | Norinco GQL-111                          | Chine                     | Camion de lancement de pont            | GQL-111                | 1                      | |
|                              | WFEL Dry Support Bridge                  | Royaume-Uni               | Camion de lancement de pont            |                        | 2                      | Deux ensembles de ponts de soutien, complets avec les camions de transport, les systèmes de manutention et tous les autres accessoires ainsi que le soutien logistique intégré (ILS) font partie de l'accord, dont la valeur est estimée à 1,25 milliard de Php. Livrés début 2024. |
|                              | FNSS Kunduz                              | Turquie                   | Engin de terrassement de combat blindé |                        | - (+6)                 | Une version améliorée du M9 ACE en ajoutant des capacités amphibies, ainsi qu'une protection blindée améliorée pour l'équipage. |
|                              | CAISSE 1650L                             | États-Unis                | Bulldozer blindé moyen                 | 560L blindé            | 3                      | Bulldozer civil basé sur le Case 1650L, renforcé localement. Au moins 3 ont été identifiés et utilisés durant la campagne de Marawi en 2017. |
|                              | Armtrac 100-350                          | Royaume-Uni               | Détection de mines montée sur véhicule | 100-350 Mk.2           | 4                      | Quatre systèmes de véhicules sont prévus, y compris tous les accessoires nécessaires, le soutien logistique intégré (ILS) et le soutien des véhicules, avec un budget de 138 millions de Php.                                                                                       |
|                              | Cukurova Defence Armoured Backhoe Loader | Turquie                   | Tractopelle                            |                        | - (+6)                 | 6 tractopelles blindées commandées à Cukurova Defense fin décembre 2022. |

### Artillerie
| Image                  | Modèle                               | Origine                | Type                               | Version                | En service             | Remarques |
| Artillerie de campagne | Artillerie de campagne               | Artillerie de campagne | Artillerie de campagne             | Artillerie de campagne | Artillerie de campagne | Artillerie de campagne |
| ---------------------- | ------------------------------------ | ---------------------- | ---------------------------------- | ---------------------- | ---------------------- | --- |
|                        | M101                                 | États-Unis             | Obusier de 105mm                   | M101 M101/30           | 118 12                 | 150 livrés au total en 1957-1958, certains au Corps des Marines Philippins. 12 unités mises à niveau au standard M101/30 en 1997 par GIAT Industries, remplaçant l'ancien canon par des canons similaires à ceux utilisés sur l'obusier GIAT LG1 Mark II.               |
|                        | M102                                 | États-Unis             | Obusier de 105mm                   | M102                   | 24                     | Livrés en 1981. |
|                        | OTO Melara Model 56/14 Pack Howitzer | Italie                 | Obusier de 105mm                   | Mod 56                 | 100                    | Total 120 livrés, certains avec le Marine Corps. Livrés en 1983. |
|                        | M3                                   | États-Unis             | Obusier de 105mm                   | M3                     | inconnue               | Pour cérémonies. |
|                        | M114                                 | États-Unis             | Obusier de 105mm                   | M114A1                 | 12                     | Livrés en 1972. |
|                        | Soltam M-71                          | Israël                 | Obusier de 105mm                   | M-71                   | 20                     | 14 livrés en 1983. 6 autres livrés en juillet 2017. |
|                        | ATMOS 2000                           | Israël                 | Canon automoteur de 155 mm         | ATMOS 2000             | 12                     | Deux batteries composées de 6 unités de tir mobiles chacune (12 au total) ont été livrées par Elbit Systems. |
|                        | K136                                 | Corée du Sud           | Lance-roquettes multiple de 130 mm |                        | — (+18)                | L'armée philippine devrait recevoir au moins 3 batteries de K136 Kooryong MLRS de Corée du Sud, et l'armée philippine a demandé 1,9 milliard de Php pour les réparations et la remise à neuf, la logistique pour ramener les lanceurs et les munitions aux Philippines. |
|                        | Soltam Cardom                        | Israël                 | Mortier automoteur                 | Cardom 81 Cardom 120   | 5 15                   | Mortiers de 81 mm et 120 mm sur véhicule M113A2 |

### Aviation
| Image        | Modèle       | Origine      | Type                             | Version      | En service   | Remarques                                                                     |
| Hélicoptères | Hélicoptères | Hélicoptères | Hélicoptères                     | Hélicoptères | Hélicoptères | Hélicoptères                                                                  |
| ------------ | ------------ | ------------ | -------------------------------- | ------------ | ------------ | ----------------------------------------------------------------------------- |
|              | MBB Bo 105   | Allemagne    | Hélicoptère léger polyvalent     | Bo-105       | 4            | Acquis d'occasion à partir de début 2021 et un don de Dornier en octobre 2022 |
|              | Robinson R44 | États-Unis   | Hélicoptère léger d'entrainement | R44 Raven II | 2            | En service depuis m-2020.                                                     |
| Avions       |              |              |                                  |              |              |                                                                               |
|              | Short 330    | Royaume-Uni  | Avion léger de transport/liaison |              | 1            |                                                                               |
|              | Cessna 421   | États-Unis   | Avion léger de transport/liaison | 421B         | 1            | En service (s/n PA-021)                                                       |
|              | Cessna 206   | États-Unis   | Avion léger de transport/liaison | Standard     | 1            | En service (s/n PA-072,PA-071)                                                |
|              | Cessna 172   | États-Unis   | Avion léger de transport/liaison | Cessna 172M  | 3            | En service (s/n PA-101, PA-103, PA-911)                                       |
|              | Cessna 150   | États-Unis   | Avion léger de transport/liaison | Cessna 150   | 1            | En service (s/n PA-501)                                                       |